# Kat (film)
 For alternative betydninger, se Kat (flertydig). (Se også artikler, som begynder med Kat)
Kat er en dansk film fra 2001.
- Manuskript: Marie Trolle Larsen
- Instruktion: Martin Schmidt

## Medvirkende
Blandt de medvirkende kan nævnes:
- Liv Corfixen
- Charlotte Munck
- Martin Brygmann
- Holger Perfort
- Grethe Holmer
- Søren Pilmark
- Birgitte Federspiel
- Margrethe Koytu
- Claus Flygare